# Robert S. Dietz

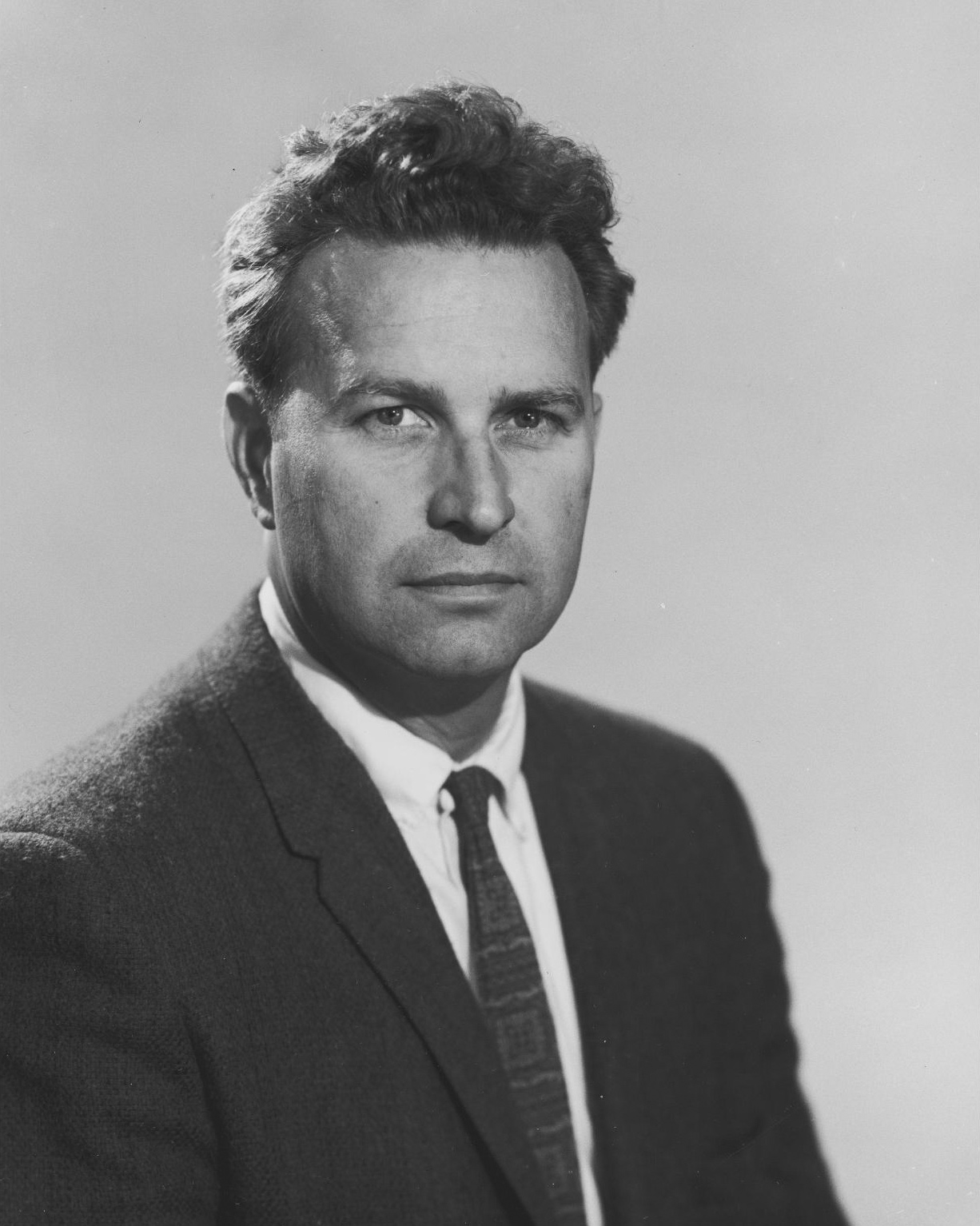
Robert S. Dietz in 1961

Robert Sinclair Dietz (Westfield (New Jersey), 14 september 1914 – Tempe (Arizona), 19 mei 1995) was een Amerikaans geofysicus en oceanograaf, een van de ontdekkers van oceanische spreiding en speelde een belangrijke rol bij het tot stand komen van de theorie van platentektoniek.
Dietz studeerde van 1933 tot 1941 geologie aan de University of Illinois. Hij was een student van Francis P. Shepard, die hem interesseerde voor mariene geologie. Hij deed ook onderzoek naar inslagkraters. Tijdens de Tweede Wereldoorlog diende hij in de Amerikaanse luchtmacht. Na de oorlog werd hij onderzoeker bij het Naval Electronics Laboratory van de marine, waarvoor hij meewerkte bij het in kaart brengen van de batimetrie van de Grote Oceaan. Tegelijkertijd deed hij offshore exploratiewerk voor de olie-industrie.
Dietz zag in dat de eilanden van Hawaï gevormd werden door een vastliggende vulkanische hittebron, maar na vorming op één of andere manier naar het noordwesten bewogen. Hij bedacht de term oceanische spreiding en was daarmee een van de opstellers van de theorie van platentektoniek.
Dietz werkte mee aan de bathyscaaf Trieste, waarmee de Zwitserse oceanograaf Jacques Piccard en de Amerikaanse marinier Don Walsh in 1960 tot 10 km diepte in de Marianentrog afdaalden. In 1963 ging Dietz voor de United States Coast and Geodetic Survey werken, waar hij een onderzoeksgroep van oceanografen en mariene biologen opzette. In 1968 was hij tijdens een wetenschappelijke conferentie in Praag getuige van de Russische invasie die een einde aan de Praagse Lente maakte, hij fotografeerde de gebeurtenissen.
Dietz ging in 1975 met pensioen. Na zijn pensioen bleef hij bezig met geologie, hij raakte geïnteresseerd in creationisten en hun weigering de evolutietheorie en de uniformiteitsleer te accepteren. Hij schreef een boek waarin hij betoogde dat creationistische concepten wetenschappelijk onzin zijn.
- Bibliothèque nationale de France: cb12420833q (data)
- CiNii: DA19534849
- Gemeinsame Normdatei: 116116749
- International Standard Name Identifier: 0000 0001 1458 3655
- Library of Congress Control Number: nr95016366
- Bibliotheek van het Japanse parlement: 00521199
- Nationale Bibliotheek van Tsjechië: jo2012705862
- Réseau des bibliothèques de Suisse occidentale: 02-A003180492
- SNAC: w6419878
- Système universitaire de documentation: 156886731
- Trove: 1159454
- Virtual International Authority File: 164292006
- WorldCat: E39PBJdGP6QFjVhFQtTwvjmPQq